# Eucalyptus tenuiramis
Eucalyptus tenuiramis (лат.) — вид цветковых растений рода Эвкалипт (Eucalyptus) семейства Миртовые (Myrtaceae). Эндемик юго-востока Тасмании. Этот вид считается более старой формой другого, родственного ему вида — Eucalyptus risdonii.